# Neptunism

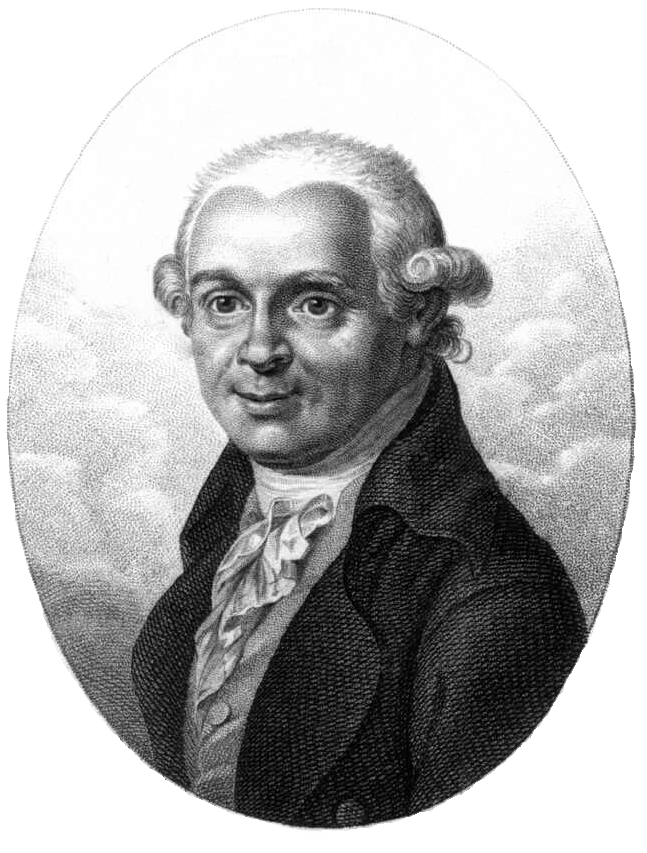
Abraham Gottlob Werner (1749 - 1817), fondatorul neptunismului

Neptunism este o teorie științifică discreditată, din domeniul geologiei, propusă de Abraham Gottlob Werner la sfârșitul secolului al XVIII-lea, care susținea că rocile sunt formate prin cristalizarea mineralelor în ocean.